# Automärchen
Automärchen ist eine deutsche Filmkomödie der DEFA von Erwin Stranka aus dem Jahr 1983. Sie beruht auf Erzählungen des Bandes Automärchen von Jiří Marek.

## Handlung
Autoschlosser Ali Kuslowski glaubt, dass zahlreiche Unfälle in seiner Werkstatt durch übernatürliche Dinge verursacht worden seien. Sein Vorgesetzter Kalle Sengebusch hält Ali für einen Spinner und will unter anderem deswegen verhindern, dass seine Tochter Ina sich weiterhin mit Ali trifft.
Ali rekonstruiert derweil das erste Unglück: Der biedere Buchhalter Piel fuhr eines Tages zum Angeln und schlief am See ein. Während er träumte, tanzten auf einer nahe gelegenen Wiese die Waldfeen. Piel fand wenig später im Kofferraum seines Trabant eine Waldfee, die sich als Geschwindigkeitsfanatikerin entpuppte und Piel immer öfter dazu brachte, weit über Höchstgeschwindigkeit die Landstraßen zu befahren. Erst als die Fee Gefallen an Motorrädern fand, wurde Piel sie los. Ihr Blumenkranz lag jedoch immer noch auf dem Beifahrersitz, als Piel den Trabant in die Werkstatt brachte.
Ulrich Neumann wiederum brachte eine schwarze Katze Unglück, die Neumanns Sohn auf dem Arm in der Werkstatt herumträgt. Diese Katze fand Neumann einst in einer Mülltonne und rettete sie. Kurz darauf verwandelte sich die Mülltonne in einen Luxuswagen, die Katze rezitierte Goethes Mephisto und bot Neumann einen Pakt an: seine Seele gegen den Besitz des Wagens. Nach einigem Zögern willigte Neumann ein und unterzeichnete den Pakt Seele gegen „Automobil der Sonderklasse“. Der Wagen wurde bestaunt, doch erwies er sich als Spritfresser. Neumann wiederum wurde immer herzloser gegen seine Kinder und seine Frau. Als er selbst den Wagen verflucht, wird er von der Motorhaube aufgefressen und der Wagen verwandelt sich zurück in eine Mülltonne.
Kalle glaubt nicht an Alis Geschichten und jagt ihn aus dem Haus, als er Ali im Bett seiner Tochter erwischt. Auf seinem Weg in die Werkstatt nimmt Kalle im Regen einen Anhalter mit, der sich ihm als Automobilunglück vorstellt. Kalle hält auch ihn für einen Spinner, doch entschuldigt sich das Unglück bereits im Voraus dafür, dass es seinen Wagen bei Ankunft in der Werkstatt zerstören wird. Tatsächlich brechen die Radachsen, kurz nachdem Kalle in der Werkstatt angekommen ist. Das Unglück verschafft ihm als Ersatz ein Motorrad, indem es einen Bekannten Kalles vor Kalles Wohnung einen schweren Unfall verursachen lässt. Kalle berät sich mit einer Nachbarin, wie gegen Geister vorzugehen sei, und die rät ihm, drei Haare einer Jungfrau bei sich zu tragen. Kalle trägt von nun an drei Haare seiner Tochter bei sich. Das Unglück wiederum bietet ihm an, die Materialknappheit in der Werkstatt zu beheben, indem es Kalle im Voraus verschiedene Unfälle verrät. Neben dem Schrott würden so für die Werkstatt auch immer funktionierende Ersatzteile abfallen. Kalle jedoch fährt stets zum vorhergesagten Unfallort und kann die Unfälle verhindern. Eine Massenkarambolage auf der Autobahn findet statt, weil der verursachende Fahrer sich von Kalle auf einer Raststätte nicht aufhalten lässt. Bei dem nächsten Unfall erscheint auch das Unglück am geplanten Ort, weil die vielen fehlgeschlagenen Vorhersagen es haben misstrauisch werden lassen. Zwischen dem Unglück und Kalle kommt es zum Zweikampf, durch den der vorhergesagte Unfall nicht geschieht. Als das Unglück Kalle anschließend zu überfahren versucht, bleibt Kalle unverletzt. Er verspottet das Unglück, da er doch durch drei Jungfrauenhaare geschützt werde. Das Unglück gibt auf und verschwindet mit einer großen Explosion. Wenig später erscheinen Ali und Ina und eröffnen Kalle, dass er Großvater wird – Ina ist im dritten Monat schwanger. Kalle bleibt verdutzt zurück.

## Produktion
Automärchen wurde 1982 gedreht und erlebte am 16. Juni 1983 im Berliner Kino International seine Premiere. Am folgenden Tag kam der Film in die Kinos der DDR und wurde am 7. August 1985 erstmals auf DFF 1 im Fernsehen der DDR gezeigt.
Regie-Assistenz führte Bärbl Bergmann. Die Kostüme stammen von Christiane Dorst, während die Filmbauten Paul Lehmann schuf. Das Automobilunglück wurde ursprünglich von Dieter Franke gespielt, der aufgrund einer schweren Erkrankung die Rolle nach wenigen Tagen abgeben musste. Er wurde durch Kurt Böwe ersetzt, der im Film auch als Kalle Sengebusch zu sehen ist.

## Kritik
Die zeitgenössische Kritik stellte fest, dass Regisseur Stranka mit dem Film zwar „das poetisch-phantastische Element in unsere sonst meist rationale Lustspiel- und Komödiantenlandschaft eingepflanzt“ habe, er jedoch scheinbar Angst vor der eigenen Courage bekommen habe und so vieles nur halbherzig angegangen wurde.
Der film-dienst nannte Automärchen „Geschichten um das Auto, der Menschen liebstes Spielzeug, in einem turbulenten, doch wenig heiteren und weitgehend misslungenen Episodenfilm.“
Für Frank-Burkhard Habel war Automärchen ein „komödiantischer Spaß mit fadem Beigeschmack“.